# Хойновская-Лискевич, Кристина
Кристина Хойновская-Лискевич (пол. Krystyna Chojnowska-Liskiewicz; 16 июля 1936, Варшава — 12 июня 2021) — польская яхтсменка и инженер-судостроитель. Первая женщина, совершившая кругосветное путешествие в одиночку (на парусной яхте «Мазурка»).

## Биография
Кристина Хойновская родилась в Варшаве в 1936 году, а после войны вместе с семьёй переехала в Оструду в северной Польше. С 1953 года жила в Гданьске. Училась в Гданьском политехническом институте, затем была конструктором судов на Гданьской судоверфи. Там она познакомилась со своим будущим мужем.
Начала заниматься парусным спортом в возрасте 16 лет. В 1960 году она стала штурманом, в 1966 году — капитаном, получив лицензию на управления парусными яхтами. Как капитан она совершила 21 океанский и морской круиз, в том числе три с чисто женским экипажем. Несколько круизов совершила вместе с мужем, который также увлекался парусным спортом.
Она стала известна как первая женщина, в одиночку обогнувшая земной шар на парусной яхте. Путешествие на яхте «Mazurek» началось 28 февраля 1976 года в городе Лас-Пальмас-де-Гран-Канария. Через Бриджтаун (Барбадос), Бальбоа, Таиохае и Таити она пришла в Сидней, где яхта встала на ремонт. После продолжения путешествия через порт Дарвина она серьёзно заболела и была доставлена от Портленд-Роудса на самолёте в Кэрнс. Тем не менее она продолжила путешествие и 2 декабря 1977 года достигла Мозамбикского пролива. В конечном счете, пройдя 31 166 морских миль и спустя 401 дней, 21 апреля 1978 года она достигла конечной цели путешествия в Лас-Пальмасе. Её достижение было занесено в Книгу рекордов Гиннесса.